# Härjåsjön
Härjåsjön är en sjö i Härjedalens kommun i Härjedalen och ingår i Ljusnans huvudavrinningsområde. Sjön är 17,2 meter djup, har en yta på 5,58 kvadratkilometer och är belägen 398 meter över havet.

## Delavrinningsområde
Härjåsjön ingår i det delavrinningsområde (686454-141741) som SMHI kallar för Utloppet av Härjåsjön. Medelhöjden är 475 meter över havet och ytan är 32,28 kvadratkilometer. Räknas de 130 avrinningsområdena uppströms in blir den ackumulerade arean 1 992,51 kvadratkilometer. Härjån som avvattnar avrinningsområdet har biflödesordning 2, vilket innebär att vattnet flödar genom totalt 2 vattendrag innan det når havet efter 266 kilometer. Avrinningsområdet består mestadels av skog (60 procent) och sankmarker (12 procent). Avrinningsområdet har 5,51 kvadratkilometer vattenytor vilket ger det en sjöprocent på 17 procent.